# I Was So Unpopular in School and Now They're Giving Me This Beautiful Bicycle
I Was So Unpopular in School and Now They're Giving Me This Beautiful Bicycle är den svenska indiepopgruppen Billie the Vision & the Dancers debutalbum från 2004. Det gavs ut på det egna bolaget Love Will Pay the Bills.

## Låtlista
1. "Summercat" - 3:02
2. "Good and Bad" - 3:16
3. "Nobel Square" - 3:41
4. "Ask for More" - 3:48
5. "Do You Remember" - 4:41
6. "Stay Awake" - 3:15
7. "City" - 4:08
8. "Apologize" - 3:27
9. "No One Knows You" - 4:53
10. "Jackass" - 3:12
11. "Want to Cannot Help but Dance" - 4:06